# Bernardo de Brito

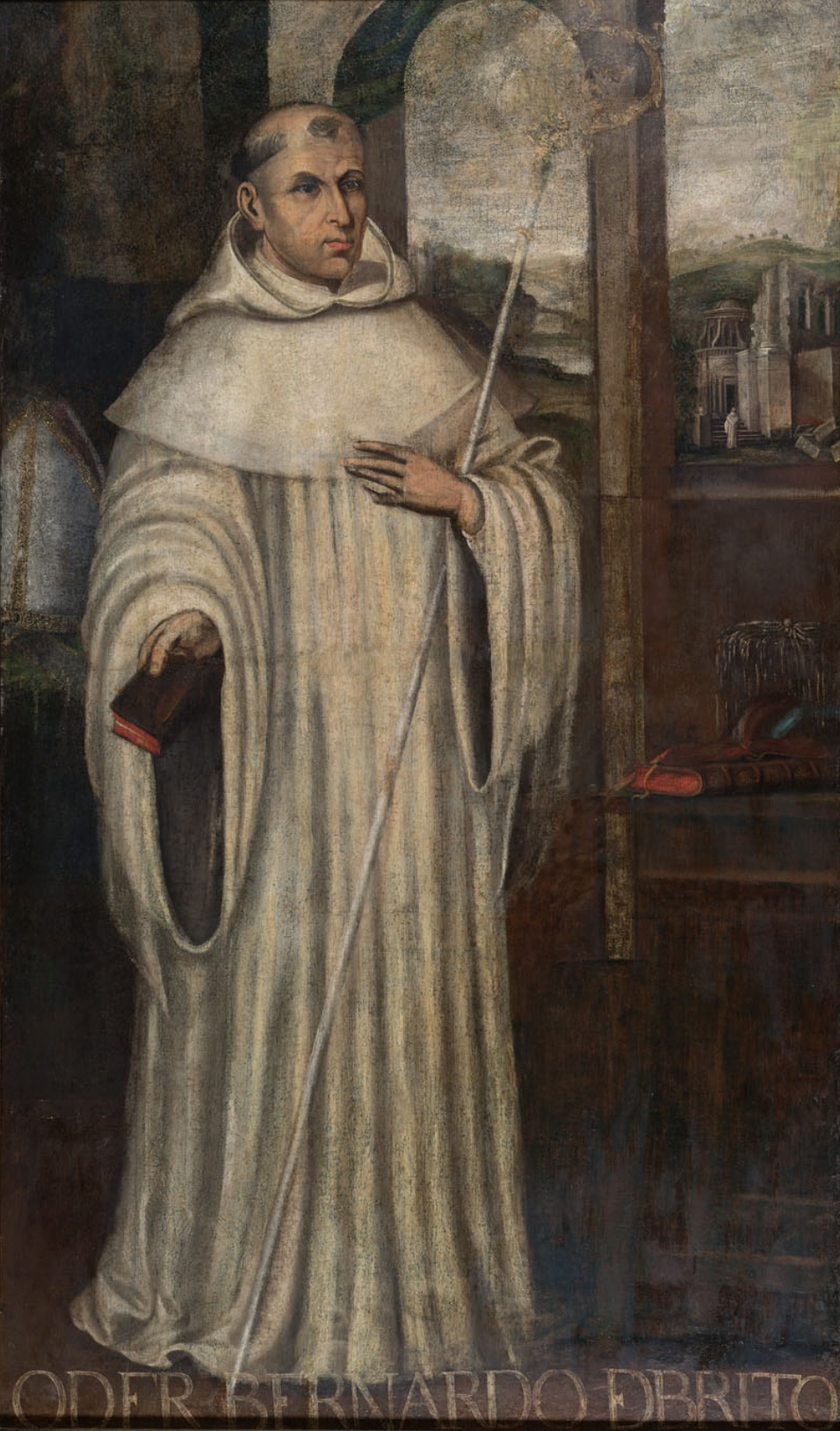
Bernardo de Brito, O. Cist.

Bernardo de Brito, O. Cist. (Almeida, Almeida, 20 de Agosto de 1569 – Almeida, Almeida, 27 de Fevereiro de 1617), foi um monge, escritor e historiador português.

## Biografia
Frei Bernardo de Brito nasceu em Almeida, e chamava-se no século Baltasar de Brito e Andrade ou de Brito de Andrade, filho do Capitão Pedro Cardoso de Andrade, que serviu e se distinguiu nas guerras da Itália e da Flandres e foi Mestre de Campo, e que morreu passado de cinco lançadas e nove pelouros de escopeta na Batalha de Anvers a 20 de Abril de 1587 e jaz em São Francisco de Milão, no Ducado de Milão, e de sua mulher Maria de Brito e Andrade, filha de Francisco Garcês, natural de Almeida, e de sua mulher Catarina de Brito e Andrade, irmã de Rui de Andrade Freire, Alcaide-Mor do Castelo de Almeida e Fronteiro de Ribacoa.
Seu pai destinava-o para a carreira das armas. Foi mandado por ele estudar em Itália, onde estudou em Roma, nos Estados Pontifícios, e em Florença, no Toscana, e ali se familiarizou com as línguas Latina, Italiana e Francesa.
Regressado a Portugal, decidiu entrar para a Ordem de Cister, e professou votos na Abadia de Alcobaça, a 23 de Fevereiro de 1585, em Alcobaça, com o nome de Bernardo de Brito, em homenagem ao reformador da sua Ordem, São Bernardo de Claraval, tornando-se notado pelos conhecimentos de Latim, Italiano, Francês e Espanhol.
Doutorou-se em Teologia pela Faculdade de Teologia da Universidade de Coimbra,  a 12 de Abril de 1606.
Iniciou um projeto para redigir uma monumental História de Portugal em oito volumes, desde as suas origens até à sua época, a Monarchia Lusitana. Em 1597, aos 28 anos de idade, publicou o Primeiro Volume com a Primeira Parte da Monarchia Lusitana, dedicada a D. Filipe I de Portugal. Tendo agradado ao Monarca, foi animado a continuar a obra por Carta Régia de 3 de Abril de 1597,, da qual publicou o Segundo Volume com a Segunda Parte em 1609. Após a sua morte, a obra foi continuada pelo Terceiro Volume pela Terceira Parte até ao Quarto Volume com a Quarta Parte por Frei António Brandão.
Foi nomeado Cronista da Ordem de Cister em 1606.
Após o falecimento de Francisco de Andrade, o autor da Crónica de D. João III e do Primeiro cerco de Dio e Cronista-Mor do Reino de Portugal, foi nomeado a 12 de Julho de 1614 ou 1616 por D. Filipe II de Portugal como seu sucessor no cargo.
Indigitado várias vezes para Bispo, recusou sempre.
O seu cadáver foi sepultado no Convento de Aguiar e, mais tarde, em 1649, transferido para o Convento de Alcobaça, onde ficou na Casa do Capítulo.

## Monarchia Lusytana
A Monarchia Lusytana segue em certa forma a "Crónica General de Espanha" de Florian de Ocampo, autor que Bernardo de Brito cita frequentemente, bem como a Annio de Viterbo. Bernardo de Brito tem o cuidado de justificar as suas afirmações, remetendo para vários autores da Antiguidade, nomeadamente Josefo, Plínio, Estrabão, etc., e ainda para obras originais existentes no Mosteiro de Alcobaça, nomeadamente invocava Laimundo de Ortega, autor até então desconhecido. A discussão sobre a existência de algumas obras citadas ocorria ainda no início do Séc. XIX:
(…) concluia-se necessariamente que Fr. Bernardo de Britto não sonhara a existencia de Laimundo; como porém se lê em uma das inumeráveis obras do grande Fr. Francisco de Santo Agostinho Macedo, que as antiguidades de Laimundo existiam na Livraria de Alcobaça, e que ele próprio as vira; não é de presumir que o Codex parecesse o que não era, isto é antiquíssimo, a quem revolvera, e estudara tantos Livros de todas as matérias. (Frei Fortunato de S. Boaventura, "Sobre a genuidade dos escritos citados por Fr. Bernardo de Brito", 1821)
Poucos anos depois, no decurso das Guerras Liberais, uma maior parte do espólio do Mosteiro de Alcobaça foi saqueada e vendida. O mosteiro foi abandonado pelos monges 1833, ainda antes da extinção das ordens em 1834. A razão deve-se à profunda ligação do mosteiro com o rei absoluto D. Miguel. Em 1834, parte do Mosteiro de Alcobaça foi vendido em hasta pública, tal como as terras dos coutos que ainda lhe pertenciam.
As duas Primeiras Partes da Monarquia Lusitana, datadas de 1597 e 1609, que são as que ele publicou, ocupam-se de tempos anteriores à existência de Portugal. Deixou inédita a Terceira Parte, que o seu continuador, Frei António Brandão, de índole muito diversa da sua como Historiógrafo, tomou a conscienciosa resolução de não aproveitar.
O primeiro volume da Monarchia Lusytana tem 30 capítulos:
- Cap. 1: Da criação do mundo e do que nele sucedeu até à morte do nosso primeiro pai Adão.
- Cap. 2: Do nascimento do patriarca Noé e do dilúvio geral, com as mais coisas que houve no mundo até à divisão das gentes.
- Cap. 3: De como as gentes de dividiram por várias partes do mundo e como Tubal, neto de Noé, veio povoar nosso Reino de Lusitania, e fundou nele a povoação de Setúbal.
- Cap. 28: Das guerras que houve em Lusitania, entre os Celtas e Túrdulos, e da vinda a Espanha de Nabucodonosor.
- Cap. 29: De como a gente Portuguesa, que foi em socorro de Cadiz, tomou as armas contra os Fenícios, por lhes negarem o soldo.
- Cap. 30: De como os Túrdulos, que viviam na costa marítima de Portugal, se estenderam pelo sertão contra o nascente, e da origem dos povos Transcudanos.

A Primeira Parte da Monarquia Lusitana saiu pela segunda vez em Lisboa, em 1690, e, mais tarde, em 1806, na Colecção dos principais historiadores portugueses, publicada por ordem da Academia Real das Ciências de Lisboa, em quatro Tomos. A Segunda Parte da Monarquia Lusitana saiu pela segunda vez em 1690, e, pela terceira vez, em 1808-9, na citada Colecção dos principais historiadores portugueses, publicada por ordem da Academia Real das Ciências de Lisboa, em dois Tomos, não chegando a completar-se.

## Outras obras
Outras obras que Frei Bernardo de Brito escreveu e que se publicaram ainda em sua vida:
- a obra poética Sílvia de Lisardo (Lisboa, 1597), poesias ao gosto característico da época;[8]
- a Primeira Parte da Crónica de Cister (Lisboa, 1602);[8] e
- os Elogios dos Reis de Portugal (Lisboa, 1603), continuados depois até D. João V de Portugal por D. José Barbosa.[8]

Da Sílvia de Lisardo, saiu 2.ª Edição em 1626, da Crónica de Cister, em 1720, e dos Elogios dos Reis de Portugal, houve reedições em 1726, 1761, 1786 e 1825.
Deixou inéditas, além da Terceira Parte da Monarquia Lusitana:
- História de Sertório e de sua mulher Rorea, fundação da cidade de Évora e derivação do seu nome, escrita em 1591;[8]
- República antiga da Lusitânia, escrita em 1596;[8]
- História de Nossa Senhora da Nazaré, escrita em 1611;[8]
- Privilégios da Congregação de Alcobaça;[8]
- Crónica de el-rei D. Sebastião;[8]
- Apologia a certas dúvidas enviadas pelo arcebispo de Braga D. Agostinho de Castro, etc.;[8]
- História da fundação do mosteiro de S. Pedro e S. Paulo de Arouca, etc, que saiu incorporada nas Memórias para a vida da Beata Mafalda, por Frei Fortunato de São Boaventura, Coimbra, 1814;[8]
- Disfraze de amar, cuentase la guerra de Portugal y el derecho que la Majestad del Rey Filippe II nuestro Señor tiene a aquel Reyno;[8]
- e trabalhos em Latim.[8]

## Críticas
Principal discípulo de Paulo Orósio, no âmbito da cultura portuguesa, foi o primeiro a tentar superar os limites fragmentários da crónica. Entretanto, é acusado por historiógrafos e historiadores, principalmente a partir de Alexandre Herculano, de ter interpretado os fatos históricos à luz do misticismo e da lenda, e mesmo de ter falsificado documentos à época (ver pseudo-história).
É estilista vernáculo e elegante. Como Historiador, porém, o mérito de Frei Bernardo de Brito é negativo, porque inçou, conscientemente, de patranhas as suas obras. Foi uma das principais personagens desse grupo de Historiadores que teve centro em Alcobaça e que se propôs sublimar com fábulas as origens da Nacionalidade. Fantasiou, para a História da Lusitânia, romances estrambóticos, atribuindo papéis da maior importância a personagens imaginárias. Na História dos acontecimentos posteriores, é de crer que houvesse sido cúmplice na fabricação de documentos com que se intentava autenticar as fábulas milagreiras relativas aos começos da Monarquia, a não ser que se prefira a hipótese de que se deixou lograr pelos indivíduos que os forjaram.